# Средний (Иркутская область)
Средний — рабочий посёлок в составе Среднинского муниципального образования Усольского района Иркутской области России.

## Общие сведения
Статус посёлка городского типа (рабочего посёлка) с 1984 года. С 2004 года городское поселение Среднинского муниципального образования. До октября 2011 года — закрытый военный городок. Примерно в 4 километрах к северу от посёлка расположен военный аэродром Белая.
О Среднем была написана книга Анатолия Гретченко «На дальних крыльях Приангарья».

## Население
| 1979  | 1989  | 2002  | 2009  | 2010  | 2011  | 2012  |
| ----- | ----- | ----- | ----- | ----- | ----- | ----- |
| 5971  | ↗6820 | ↘5268 | ↗5589 | ↘5352 | ↗5380 | ↗5394 |
| 2013  | 2014  | 2015  | 2016  | 2017  | 2020  | 2021  |
| ↗5434 | ↘5329 | ↘5229 | ↘5093 | ↘4957 | ↘4909 | ↘4895 |

## Галерея

Средний в кадре
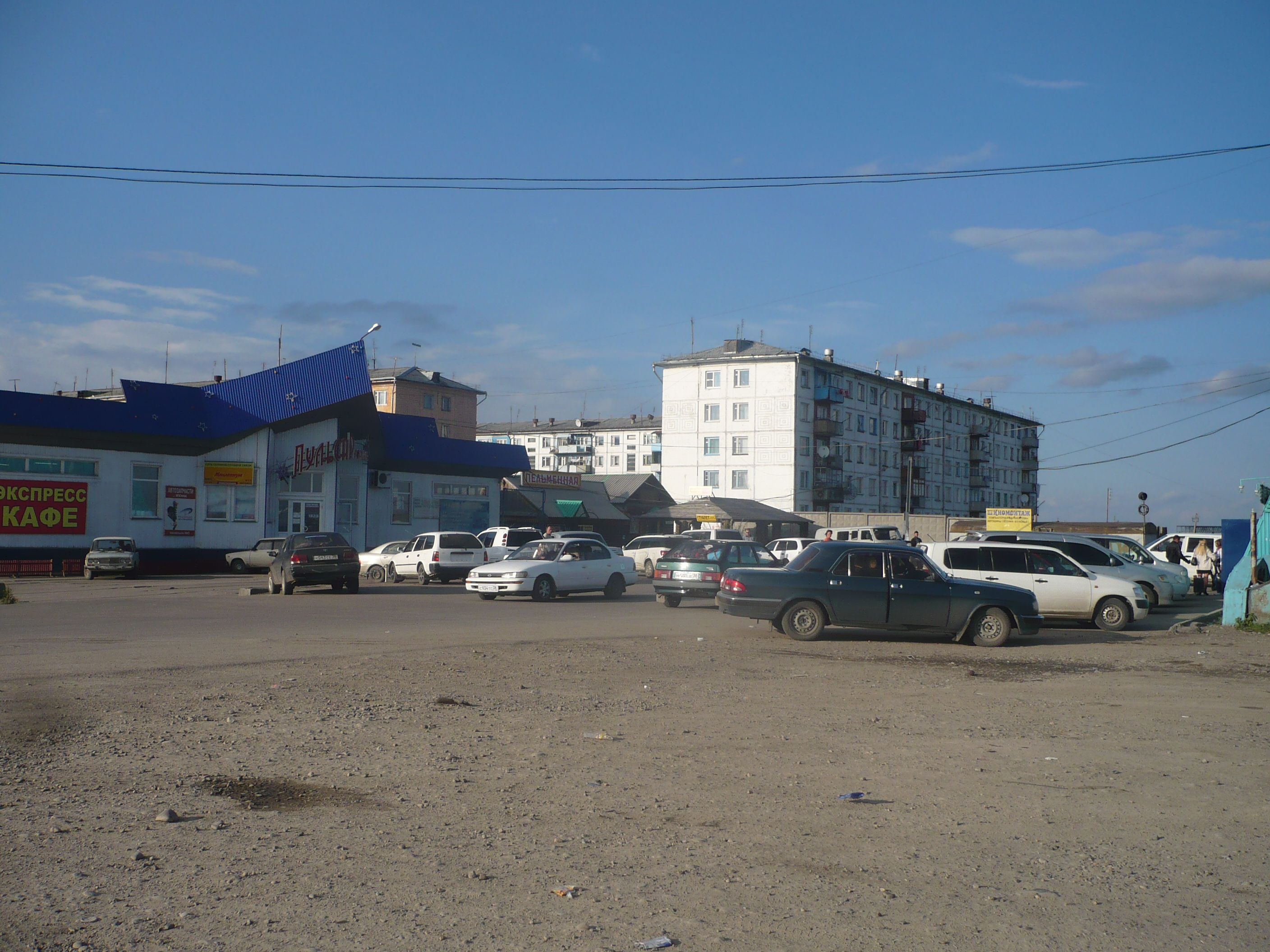
На въезде в посёлок
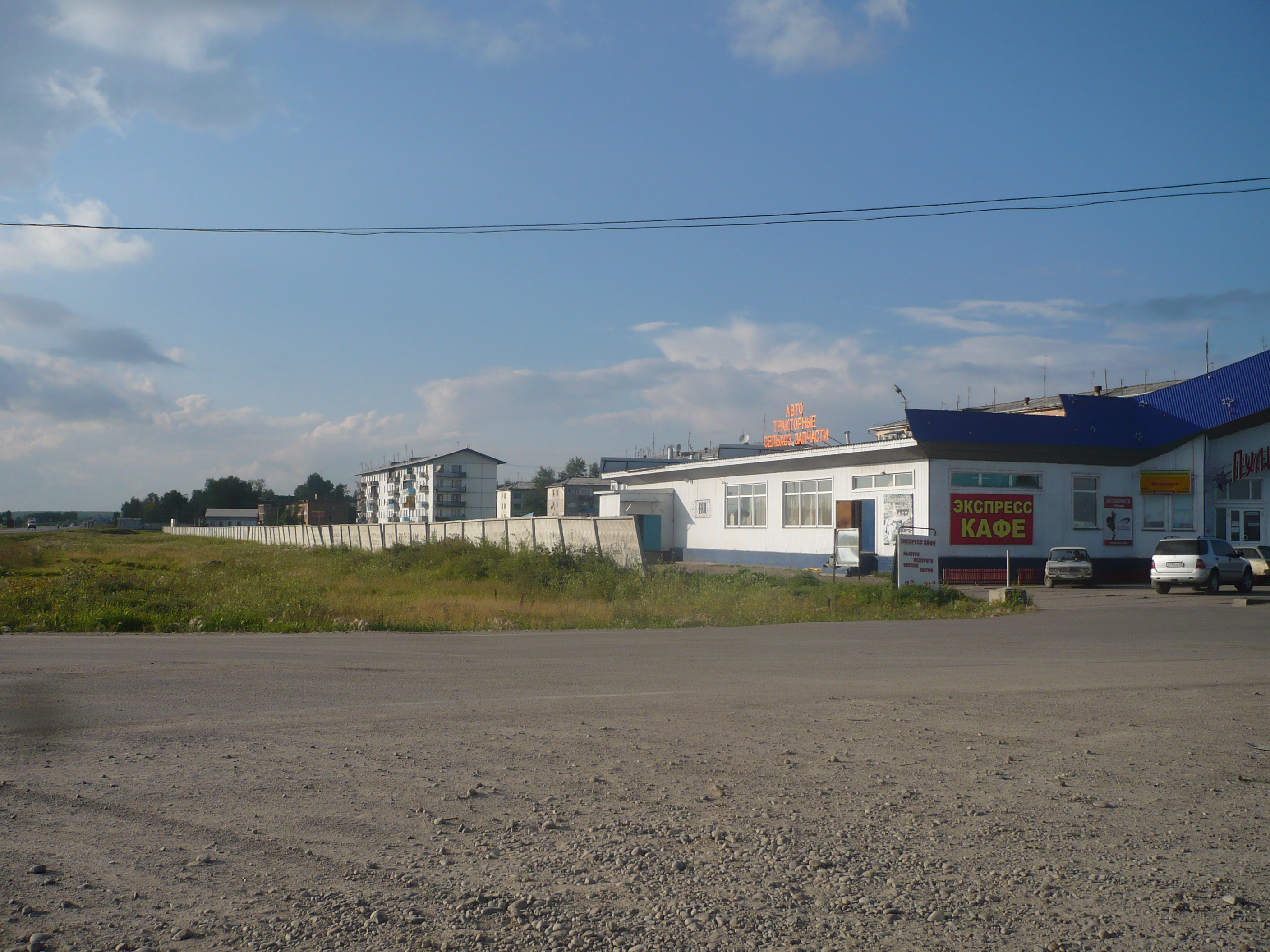
Забор на въезде — напоминание о «закрытости» городка